# 64 bits
Em informática, 64 bits é o termo usado para designar dispositivos (normalmente microprocessadores) que trabalham com um conjunto de 64 bits por vez. Um bit é a menor 'quantidade' de dados da informática, podendo ser 0 ou 1 (normalmente representado em eletrônica digital pela variação de tensão elétrica, ex: 3 volts = 0 e 5 volts = 1).
Na Arquitetura da computação, 64 bits inteiros, endereços de memória ou outras unidades de memória que tem 64 bits de largura. Também unidades de processamento central 64 bits (CPU’s) e unidades lógicas aritméticas 64 bits (ULA´s) baseadas em registradores, endereçadores ou barramento de dados desse mesmo tamanho. Um computador que usa esse processador é um computador de 64 bits. Na perspectiva do software, computação de 64 bits significa o uso de códigos de máquina com 64 endereços virtuais de memória. No entanto, nem todo set de instruções 64 bits preenche todos os 64 endereços virtuais da memória; x86-64 e ARMv8, por exemplo, suportam apenas 48 endereços virtuais, exigindo que os 16 bits restantes sejam todos 0’s ou 1’s, mesmo os sets de instruções mais complicados costumam ocupar menos do que os 64 endereços de memória totais.
O termo 64 bits descreve uma geração de computadores na qual processadores de 64 bits eram “norma”. 64 bits é o tamanho de palavra que define certas classes de arquitetura, memórias, barramentos e CPU’s, e por conseguinte, seus softwares. CPU’s de 64 bits são usadas em supercomputadores desde 1970, e em servidores e desktops RISC desde os anos 90, notavelmente os MIPS R4000, R8000, e R10000, o DEC Alpha, o IBM RS64, o POWER3 e mais tarde o POWER. Em 2003, as CPU’s de 64 bits foram introduzidas no mercado de computadores pessoais como os processadores x86-64 e o PowerPC G5, e depois introduzidos em 2012 em ARM’s visando os celulares e tablets, primeiramente vendido em Setembro de 2013 no iPhone 5S, que possuía um sistema ARMv8-A Apple A7.
Numa analogia: pode-se comparar a uma locomotiva cujo motor é preparado para suportar mais vagões. Ela carregará mais, o que diminui a quantidade de viagens, mas sua velocidade continuará a mesma.

## Histórico
Processadores modernos de 64 bits são capazes de processar 64 bits por vez, melhorando significativamente seu desempenho. Os processadores mais utilizados atualmente em computadores são de 64 bits. Processadores mais antigos operavam a 4 bits (Intel 4004 e 4040), 8 bits (Intel 8008, 8080 e 8085 e Zilog Z-80), 16 bits (Intel 8086, 8088, 80186, 80188 e 80286) e 32 bits (Intel 80386 e 80486). Os processadores Pentium têm 64 bits de barramento de dados, mas os principais registros internos mantiveram-se em 32 bits. Outro exemplo são as GPUs (Unidade de Processamento Gráfico), mais conhecidas como Placas de vídeo; as placas mais atuais variam entre 64 a 512 bits, onde é clara a diferença de desempenho. Uma placa de vídeo de 600 MHz e 64 bits, por exemplo, apresentará um desempenho significativamente inferior à outra de 600 MHz de 256 bits caso tenham a mesma construção interna. Apesar de ambas apresentarem a mesma velocidade de processamento, uma vez que a de 256 bits irá processar mais informações por vez, pode-se até dizer que uma é 4 vezes melhor do que a outra, em termos de qualidade de processamento.

## Compatibilidade
Para manter a compatibilidade com programas 32-bits, que são os mais usados atualmente, foi criada a extensão "x86-64" fazendo que processadores de 64 bits normalmente simulam o processamento de 32 bits a menos que estejam rodando programas especificamente construídos para funcionar em 64 bits.

## Barramento
Quando se classifica um processador como sendo de 4, 8, 16, 32 ou 64 bits, referimos-nos à dimensão dos seus registradores internos. Tradicionalmente, o número de bits dos registradores do processador é o mesmo que o número de linhas do barramento de dados. Assim, o 8088 e o 80188 são ambos processadores de 16 bits, porque apesar de terem um barramento de dados de 8 bits, têm os registradores internos com 16 bits, tal como os seus equivalentes 8086 e 80186 respectivamente. O número de linhas do barramento de endereços de um processador é que define a sua capacidade de endereçamento e não tem relação com o número de bits que processa.

## Arquiteturas
A AMD foi a primeira empresa a anunciar, em 2003, um processador de 64 bits compatível com Windows, enquanto a Apple foi a primeira empresa a empregar a arquitetura 64-bit em um Smartphone.